# Rose Garden (chanson)
Singles de Lynn Anderson
No Love at All
(1970) You're My Man
(1971)
Rose Garden, ou (I Never Promised You A) Rose Garden, est une chanson écrite en 1967 par l'auteur-compositeur et chanteur de country américain Joe South.
Elle est rendue célèbre en 1970 par la chanteuse de country américaine Lynn Anderson.
On compte plus de 200 versions de la chanson, par des chanteurs comme Freddy Weller, Billy Joe Royal et Dobie Gray. 

## Premières versions
Le premier interprète est Billy Joe Royal sur son album Billy Joe Royal featuring Hush sorti en novembre 1967. La chanson est alors titrée I Never Promised You A Rose Garden.
Joe South publie sa version sur son premier album Introspect en 1968, alors titrée Rose Garden.

## Version de Lynn Anderson
Finalement, la chanson est reprise par une femme, la chanteuse de country américaine Lynn Anderson. Sa version, sortie en single chez Columbia Records en octobre 1970, passe cinq semaines à la 1re place du classement country, le Hot Country Singles, du magazine américain Billboard et aussi atteint la 3e place du Billboard Hot 100,,.
Cette chanson aussi donne son nom à l'album de Lynn Anderson sortie en fin de l'année.

## Autres reprises
D'autres reprises incluent celles des chanteuses k.d. lang (en 1987) et Martina McBride (en 2005) et du chanteur Morrissey (en 2017).elle a été également reprise en français par Claude François sous le titre Je te demande pardon en 1971